# Danska Estland

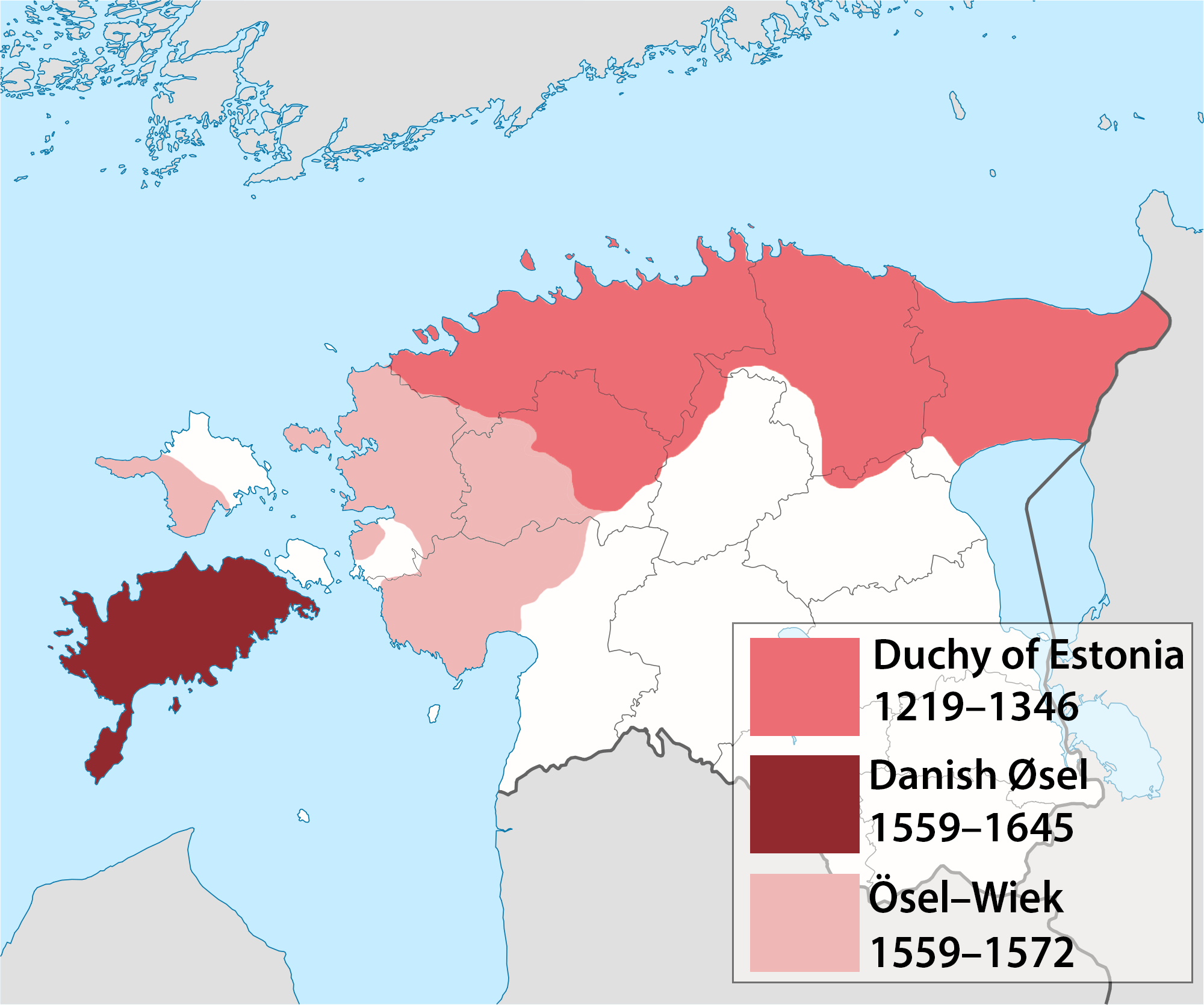
Danish Estonia

Hertigdömet Estland, även kallat Danska Estland, var en del av kungariket Danmark som den danska monarkens personliga besittning från 1219 till 1346. 
Danmark bedrev krigföring mot Estland mellan 1170 fram till dess erövring 1219, för att bekämpa estniska piraters överfall på danska skepp på Östersjön. Påven godkände att Estland gjordes till danskt territorium genom att Kungen av Danmark blev hertig av Estland 1219. 
Estland såldes till tyska orden 1346 och blev en del av tyska ordenstaten. 